# Ledincisjön
Ledincisjön (serbiska: Лединачко језеро eller Ledinačko jezero) är en sjö nära staden Novi Sad, Vojvodina, som skapades år 1999 när pumparna i det gamla gruvan Srebro slutade jobba. På den platsen tog man ut en sällsynt malm av vulkaniskt ursprung - trachit, som används för asfaltblandningar och betong av hög kvalitet. Sjön är fylld med underjordisk vatten och var rik med mineraler. Tunga vattnet och dess fyllighet gav känslan av att bada i havet. Vattnet växte över tid så att det vid någon tidpunkt var sjön 50 meter djup. 
Sjön köptes år 2005 av en lokal företag som pumpade vattnet ur sjön år 2009 trots all engagemang och protester från både olika ekologiska förbund samt den lokala befolkningen.  Det som var planerad var ett byggprojekt på fem år där malm skulle exploateras under den tiden. Sen skulle platsen göras om till en vacker naturområde. Det blev inte så. 
Några av Serbiens kända filmer har filmats vid Ledinacko sjön liksom en musikvideo till en av regionens musikstjärnor Zdravko Colic. 
Om du har passerat Zvecan-källan är du på rätt väg till utsikten från vilken du kan se sjön. Följ skogsvägarna eftersom huvudvägen ägs av företaget, så ingen åtkomst är tillåten. Utsikten är inte den säkraste, så var uppmärksamma och försiktiga.